# Zingiberidae
Zingiberidae is een botanische naam in de rang van onderklasse: de naam is gevormd vanuit de familienaam Zingiberaceae.
Het Cronquist-systeem (1981) gebruikte deze naam Zingiberidae voor een van de vijf onderklassen in de klasse Liliopsida, de naam die Cronquist gebruikte voor de eenzaadlobbigen. De samenstelling was deze:
- onderklasse Zingiberidae
  - orde Bromeliales
  - orde Zingiberales

Deze groep correspondeert niet met enige groep in het APG II-systeem (2003), al is de orde Zingiberales onveranderd gehandhaafd.